# Erin Babcock
Pour les articles homonymes, voir Babcock.
Erin Babcock (née le 6 juin 1981 et morte le 25 avril 2020) est une femme politique canadienne.

## Biographie
Erin Babcock a été élue à l'Assemblée législative de l'Alberta lors de l'élection provinciale de 2015. Elle représentait la circonscription de Stony Plain en tant que membre du Nouveau Parti démocratique de l'Alberta.